# Emera
Emera est une entreprise canadienne de production et de distribution d'énergie, basée à Halifax en Nouvelle-Écosse. Elle possède notamment Nova Scotia Power. 

## Histoire
Sa création, en tant que holding, est liée à la privatisation en 1998 de Nova Scotia Power. Elle change son nom pour celui actuel en 2000.
En septembre 2015, Emera acquiert Teco Energy, une entreprise américaine de production d'électricité présente en Floride et au Nouveau-Mexique, pour 6,44 milliards de dollars. 

## Principaux actionnaires
Au 22 février 2020: 
| CI Investments                 | 3,45 % |
| The Vanguard Group             | 3,03 % |
| BMO Asset Management           | 2,46 % |
| RBC Global Asset Management    | 2,22 % |
| Manulife Investment Management | 1,91 % |
| TD Asset Management            | 1,84 % |
| BlackRock Fund Advisors        | 1,75 % |
| 1832 Asset Management          | 1,49 % |
| Fidelity Management & Research | 1,30 % |
| Mackenzie Financial            | 1,25 % |